# عبدالاله بن کیران
عبدالاله بن کیران یا عبدالله بن کیران (متولد ۲ آوریل ۱۹۵۴ در رباط) نخست وزیر مراکش از نوامبر ۲۰۱۱ تا مارس ۲۰۱۷ و نماینده پارلمان از شهر سلا در سال‌های ۱۹۹۷، ۲۰۰۲، و ۲۰۰۷ بود.
بن کیران رهبر حزب اسلام گرای میانه رو عدالت و توسعه مراکش است که در انتخابات اخیر پس از تحولات جهان عرب موسوم به بهار عرب موفق به پیروزی در انتخابات شد و شاه مراکش محمد ششم طبق وعده‌ای که داده بود و طبق قانون اساسی جدید حزب پیروز را مامور تشکیل دولت نمود.
حزب عدالت و توسعه با ائتلاف حزب سوسیالیست دولت را تشکیل داد.
بن کیران دوست نزدیک خود و رهبر سابق حزب عدالت و توسعه آقای سعد الدین العثمانی را به عنوان وزیر خارجه انتخاب نمود. پست وزیر خارجه و وزیر اوقاف و وزیر دادگستری طبق سنت سیاسی در مراکش مخصوص شاه  بود که طبق قانون اساسی امیرالمؤمنین خوانده می‌شود. اما بعد از بهار عربی  شاه این اختیار خود را تفویض کرد. اما وزیر اوقاف همچنان در اختیار دربار (مخزن) باقی ماند. و دوست نزدیک شاه همچنان برای سومین دوره وزیر اوقاف باقی ماند.
برابر کتاب اسناد نام خلیج فارس، میراثی کهن و جاودان وی از جمله کسانی است که نام خلیج فارس را نامی تاریخی و اصیل می‌داند.

## محکوم کردنگشت ارشاد
بن کیران روز چهارشنبه ۲۸ سپتامبر ۲۰۲۲ طی یک کنفرانس مطبوعاتی در مقر حزب عدالت و توسعه در رباط از علمای ملت اسلامی خواست تا محدودیت های رژیم ایران برای زنان را به دلیل پوشش محکوم کنند.چون ربطی به اسلام ندارد و  اسلام دستور بازداشت بی حجاب ها را نداده است.
وی دستگیری زنان توسط رژیم ایران به دلیل بی حجابی را «غیر اخلاقی» توصیف کرد.
وی گفت که حزب او «زمانی که مسئولیت اداره امور عمومی را بر عهده گرفت، به مسائل واقعی شهروندان اهمیت می داد و به پوشش زنان اهمیت نمی داد». او فکر می کند که این همان چیزی است که اسلام ترغیب می کند
وی افزود: ما باید انحرافاتی را که در بین اسلامگرایان ظاهر می شود محکوم کنیم. زیرا اگر در برابر انحرافاتی که در بین ما ظاهر می شود سکوت کنیم پیشرفتی نخواهیم کرد.